# Pepin của Ý
Pippinus (tiếng Pháp: Pepin, tiếng Đức: Pippin. tiếng Ý: Pipino; 777 – 8 tháng 7 năm 810) là Vua của Ý từ năm 781 cho đến khi qua đời vào năm 810. Ông là con trai thứ ba của hoàng đế Carolus Magnus (con thứ hai của ông với hoàng hậu Hildegard). Nguyên tên ông là Carlomannus (tiếng Pháp: Carloman, tiếng Đức: Karlmann, tiếng Ý: Carlomanno), sau lễ rửa tội vào năm 781, ông được đổi tên thành Pippinus, đồng thời được trao vương miện của Vương quốc Lombardia mà cha ông đã chinh phục. Pippinus cai trị vương quốc từ khi còn trẻ dưới triều đại của Carolus Magnus, nhưng ông lại qua đời trước cha mình. Con trai của ông là Bernhardus được phong làm vua nước Ý kế vị ông. Hậu duệ của Pippinus là dòng dõi nam trực hệ sống lâu nhất của triều đại Caroling.

## Cuộc đời
Carlomannus sinh năm 777, là con trai thứ hai của Carolus Magnus và vợ là Hildegard. Carlomannus có một người anh trai, Carolus Iunior, và người anh cùng cha khác mẹ Pipinus Gibbus, con trai cả của Carolus Magnus. Carolus Magnus đã là Vua của người Frank kể từ năm 768, và vào năm 774 đã chinh phục Vương quốc Lombardia ở miền bắc Ý, một phần theo yêu cầu của Giáo hoàng Ađrianô I về việc hỗ trợ chống lại vua Lombard Desiderius. Năm 781, Carolus Magnus và Hildegard đưa Carlomannus cùng với em trai Ludovicus Pius và hai chị gái Rotrude và Bertha đến Roma theo yêu cầu của Ađrianô. Carlomannus khi đó đã 4 tuổi, do cha mẹ ông đã hoãn lễ rửa tội của ông lại để Giáo hoàng có thể thực hiện. Carlomannus sau đó cũng đã được rửa tội, và được Ađrianô đã trao vương miện vua của người Lombard (sau này được phong là vua của Ý) và trao vương miện cho anh trai ông là Ludovicus làm vua của Aquitainia. Trong lễ rửa tội, ông được đổi tên thành Pippinus, từ đó có cùng tên với người anh cùng cha khác mẹ của mình. Lý do đằng sau việc đổi tên vẫn chưa rõ ràng, nhưng có lẽ nó được chọn để gợi lại ký ức về ông nội của ông là Pippinus Brevis, người được nhớ đến như một đồng minh trung thành của giáo hoàng, và di sản này rất quan trọng để nhấn mạnh đối với vị vua trẻ sẽ cai trị nước Ý.
Mặc dù mới 4 tuổi, lễ đăng quang của Pippinus không mang tính danh nghĩa - ông được đưa đến Lombardia để sống dưới sự chăm sóc của các cố vấn do Carolus Magnus cung cấp, trong đó quan trọng nhất là Adalard xứ Corbie, Waldo xứ Reichenau, công tước Lombard Rotchild và Angilbert. Triều đình của Pippinus chủ yếu đặt tại Verona, mặc dù ông cũng điều hành từ các cung điện ở Mantua và thủ đô Pavia truyền thống của người Lombard. Về mặt danh nghĩa, Pippinus là vua của Ý, nhưng trên thực tế, Carolus Magnus vẫn trực tiếp nắm quyền lực mạnh mẽ ở Ý ngay cả khi Pippinus đã trưởng thành, thậm chí đôi khi còn trực tiếp ban hành luật.
Sau khi Pippinus đến tuổi trưởng thành, ông bắt đầu thực hiện vai trò của mình là một nhà lãnh đạo quân sự. Ông tham gia vào chiến dịch của cha mình chống lại Tassilo III của Bavaria vào năm 786. Năm 796, ông lãnh đạo một chiến dịch chống lại Hãn quốc Avar, chiếm được thành trì của họ và đẩy nhanh sự sụp đổ của nhà nước Avar, cho phép vương quốc Frank mở rộng về phía đông. Chiến thắng của Pippinus được ca ngợi trong bài thơ La tinh đương đại De Pippini regis Victoria Avarica. Pippinus cũng chỉ huy nhiều cuộc đột kích vào Công quốc Benevento và một chiến dịch thành công vào năm 810 chống lại Cộng hòa Venezia.
Năm 806, Carolus Magnus tập hợp các con trai của mình và ban hành Divisio Regnorum, phác thảo kế hoạch chính thức cho việc thừa kế đế chế sau khi ông qua đời. Pippinus  đã được xác nhận quyền cai trị ở Ý, đồng thời với quyền cai trị ở hầu hết Bavaria và Alamannia; trong khi Ludovicus được quyền cai trị các lãnh thổ Provincia, Septimania và hầu hết Burgundia ngoài Aquitania; và Carolus Iunior, người con trai cả, được ưu ái trao phần thừa kế lớn nhất, với quyền cai trị Francia cùng với Saxonia, Nordgau và một số phần của Alemannia (Pipinus Gibbus khi đó đang bị giam giữ trong một tu viện sau một cuộc nổi loạn bất thành),  Carolus Magnus không đề cập đến việc thừa kế danh hiệu hoàng đế mà ông đã đạt được vào năm 800. Divisio cũng đề cập đến cái chết của bất kỳ người anh em nào và thúc giục hòa bình giữa họ và giữa bất kỳ người cháu trai nào của họ có thể thừa kế. 
Kế hoạch kế vị của Carolus Magnus đã không thành hiện thực. Pippinus mất ngày 8 tháng 7 năm 810, tiếp theo là cái chết của chị gái ông là Rotrude, dì của ông là Gisela, và người anh cùng cha khác mẹ là Pipinus Gibbus, và người anh trai Carolus Iunior trong khoảng thời gian 810–811. Tất cả có thể là nạn nhân của một trận dịch lây lan từ gia súc vào năm 810. Sau những cái chết này, Carolus Magnus tuyên bố con trai của Pippinus là Bernhardus trở thành người cai trị nước Ý, và con trai duy nhất còn sống của ông là Ludovicus, trở thành người thừa kế phần còn lại của đế chế. Ludovicus và Bernhardus chính thức được phong làm người thừa kế của Carolus Magnus vào tháng 9 năm 813 và sẽ kế vị hoàn toàn sau khi ông qua đời vào năm 814.

## Gia đình và con cháu
Pippinus đã kết hôn với Theodrada, người là em họ của cha ông và là chị gái của cố vấn Adalard của ông. Anh trai của ông, Ludovicus, sẽ sử dụng mối quan hệ thân thiết giữa Pippinus và vợ ông để mô tả cuộc hôn nhân là bất hợp pháp nhằm gạt Bernhardus ra rìa. Hậu duệ dòng dõi nam của Bernhardus tiếp tục cai trị với tư cách là Bá tước Vermandois ở Ý cho đến thế kỷ thứ XI, lâu hơn bất kỳ hậu duệ trực hệ nào khác của Carolus Magnus. Ngoài Bernhardus, Pippinus còn có năm cô con gái: Adalhaid (vợ của Lambert I của Nantes và mẹ của Guy I của Spoleto ), Arula, Gundrada, Berthaid và Theodrada. Sau khi Pippinus qua đời, Carolus Magnus đã gả đi các cháu gái.